# Castell de Xalans
El Castell de Xalans, està ubicat al municipi anteriorment esmentat, situat sobre el cim d'un turó, a la comarca de la Vall de Cofrents de la província de València. Està catalogat com a Bé d'interès cultural segons consta en la Direcció General de Patrimoni Artístic de la Generalitat valenciana, amb codi: 46.19.142-002 i amb anotació ministerial: R-I- 51-0010656 i data d'anotació 20 de juny de 2001.
Es troba envoltat per pics com el Juey (981 m), l'Alt d'Alcola (853 m), la Mola de Xalans (886 m) i el Bebeu, encara que la més important i espectacular és la Mola de Cortes, en la qual està situada una Reserva Nacional de Caça.

## Descripció historicoartística
Els autors afirmen l'època de construcció del Castell com d'època musulmana, en el segle xi, i va tenir, donada la seua estratègica ubicació, molta importància durant l'Edat Mitjana a causa de ser frontera entre rius el Cautabán i el Xúquer. Es creu que es construí sobre la base d'un assentament Iber. El Castell té una finalitat defensiva, i juntament amb la resta de localitats limítrofes i les seves fortificacions, és frontera natural entre els antics regnes de Castella i Aragó, romanent com a testimoni d'innombrables enfrontaments bèl·lics.
Xalans fou conquerida per Jaume I, qui la lliuraria al rei d'
 castell pel tractat d'Almizra, quedant com a senyoriu de l'Infant Manuel. En 1281 es va convenir entre Pere III d'Aragó i Alfons X de Castella que aquests territoris formaren part del Regne de València. Posseïen el senyoriu Bernat de Sarrià, la reina Elionor i el seu fill l'infant Ferran. En 1389 el va comprar el duc de Gandia, Alfons el Vell, qui al morir del seu fill, el retornarà a la corona.
Com ocorregué amb la resta de les fortificacions dels voltants, el Castell de Xalans tingué un esdevenir molt relacionat amb els successos de la historia de la zona, i tingué el seu protagonisme en les guerres carlines.
Es conserven força bé restes d'habitacions amb parets de maçoneria, nombroses torrasses, així com la base de la torre de l'homenatge. Les  muralles es restauraren al segle xix per a donar protegir la població durant les Guerres Carlines. Malgrat tot, en l'actualitat es troba en ruïnes, encara que en els últims temps s'han realitzat algunes obres de condicionament. De tota manera és accessible i es pot visitar lliurement.
Es poden distingir dues parts diferenciades, el recinte fortificat superior i la zona inferior, que era tractada com albacar (en època islámica i com a plaça d'armes en època cristiana, protegida per una muralla de planta poligonal, que es troba rematada en la part superior i amb espitlleres, que en els angles presentava torres circulars. L'accés al castell es realitza a través d'una trama urbana, avui dia desapareguda, el carrer anomenada del Castell permetia accedir des del nucli urbà als peus del Castell. A més, en el costat nord es produïa un accés en baioneta fins a la porta principal. Al recinte superior, que ocupa uns 280 m2, en una franja de 27,5 metres de longitud per 12,5 metres d'amplada, s'accedeix després en ascendir una escalinata, arribant a un corredor longitudinal, delimitat per murs de càrrega que discorre en direcció est- oest. A partir d'aquest corredor, i mitjançant diferents obertures, el passadís dona accés a tres habitacles al costat oest i sis a l'Est. Tant una zona com l'altra tenen accessos al pis superior, mitjançant escales, així com empremtes de llars, forns i dipòsits. En la part inferior s'ubica un aljub de planta rectangular i una sitja, de planta circular i grans dimensions.